# معركة الإسكندرية (30 قبل الميلاد)
دارت معركة الإسكندرية في الفترة من 1 يوليو إلى 30 يوليو، 30 قبل الميلاد بين قوات أوكتافيان مارك أنطوني خلال الحرب الأخيرة للجمهورية الرومانية. كانت المعركة الأخيرة للجمهورية الرومانية. في معركة أكتيوم، فقد أنتوني غالبية أسطوله وأجبر على التخلي عن غالبية جيشه في اليونان الرومانية، حيث استسلموا في النهاية بدون الإمدادات. على الرغم من إعاقة جانب أنتوني بسبب عدد قليل من الفرار، إلا أنه تمكن من هزيمة قوات أوكتافيان بصعوبة في دفاعه الأولي. ومع ذلك، استمرت عمليات الفرار، وفي أوائل أغسطس، شن أوكتافيان غزوًا ثانيًا لمصر، ناجحًا في نهاية المطاف، وبعد ذلك انتحر أنتوني وعشيقته كليوباترا.

## خلفية
تم تجديد التحالف بين أوكتافيان ومارك أنتوني وماركوس ليبيدوس، المعروف باسم الحكم الثلاثي الثاني، لمدة خمس سنوات في 38 قبل الميلاد. لكن الثلاثية انهارت عندما رأى أوكتافيان قيصرون، الابن المعلن ليوليوس قيصر والملكة كليوباترا السابعة ملكة مصر، كتهديد كبير لسلطته. حدث هذا عندما تخلى مارك أنتوني، العضو الآخر الأكثر نفوذاً في الثلاثية، عن زوجته، أوكتيفيا الصغرى، أخت أوكتافيان. بعد ذلك انتقل إلى مصر لبدء علاقة حب طويلة الأمد مع كليوباترا، ليصبح بحكم الأمر الواقع في قيصرون. زوج الأم. رأى أوكتافيان وأغلبية أعضاء مجلس الشيوخ الروماني أن أنتوني يقود حركة انفصالية هددت بكسر وحدة الجمهورية الرومانية.
تم تعزيز مكانة أوكتافيان، والأهم من ذلك، ولاء جحافله من خلال إرث يوليوس قيصر عام 44 قبل الميلاد، والذي تم تبنيه رسميًا باعتباره الابن الوحيد لقيصر والوريث الشرعي الوحيد لثروته الهائلة. كان أنتوني أهم وأنجح ضابط كبير في جيش قيصر، وبفضل سجله العسكري، حصل على حصة كبيرة من الدعم السياسي لجنود قيصر وقدامى المحاربين. حارب كل من أوكتافيان وأنتوني أعداءهما المشتركين في حرب المحررين الأهلية التي أعقبت اغتيال يوليوس قيصر.
بعد سنوات من التعاون المخلص مع أوكتافيان، بدأ أنطوني في التصرف بشكل مستقل، مما أثار في النهاية شكوك خصمه في أنه كان يتنافس على أن يصبح السيد الوحيد لروما. عندما غادر أوكتافيا مينور وانتقل إلى الإسكندرية ليصبح الشريك الرسمي لكليوباترا، اشتبه العديد من السياسيين الرومان في أنه كان يحاول أن يصبح حاكمًا بلا رادع لمصر والممالك الشرقية الأخرى بينما لا يزال يحافظ على سيطرته على العديد من الجحافل الرومانية في الشرق. كتحدي شخصي لهيبة أوكتافيان، حاول أنتوني الحصول على قبول قيصرون باعتباره الوريث الحقيقي لقيصر، على الرغم من أن الإرث لم يذكره. قام أنطوني وكليوباترا بترقية قيصرون رسميًا، ثم 13 عامًا، إلى السلطة عام 34 قبل الميلاد، ومنحه لقب «ملك الملوك» (الهبات السكندرية). كان يُنظر إلى هذا الاستحقاق على أنه تهديد للتقاليد الجمهورية الرومانية. كان يعتقد على نطاق واسع أن أنطوني قد عرض إكليلًا على قيصرون. بعد ذلك، بدأ أوكتافيان حربًا دعائية، حيث شجب أنطونيو كعدو لروما وأكد أنه ينوي إقامة ملكية على الإمبراطورية الرومانية نيابة عن قيصرون، والتحايل على مجلس الشيوخ الروماني. وقيل أيضًا أن أنطوني ينوي نقل العاصمة الإمبراطورية إلى الإسكندرية.
نظرًا لانتهاء صلاحية الحكم الثلاثي الثاني رسميًا في اليوم الأخير من عام 33 قبل الميلاد، كتب أنطوني إلى مجلس الشيوخ أنه لا يرغب في إعادة تعيينه. وأعرب عن أمله في أن تعتبره بطلها ضد طموح أوكتافيان، الذي افترض أنه لن يكون على استعداد للتخلي عن منصبه بطريقة مماثلة. تراكمت أسباب عدم الرضا المتبادل بين الاثنين. اشتكى أنطوني من أن أوكتافيان قد تجاوز سلطاته في خلع ليبيدوس، وفي الاستيلاء على البلدان التي كانت تحت سيطرة سكستوس بومبيوس وفي تجنيد الجنود لنفسه دون إرسال نصفهم إليه. اشتكى أوكتافيان من أن أنطوني ليس لديه سلطة في أن يكون في مصر؛ أن إعدامه لسكستوس بومبيوس كان غير قانوني؛ أن خيانته لملك أرمينيا عار على الاسم الروماني؛ أنه لم يرسل نصف عائدات الغنائم إلى روما وفقًا لاتفاقه؛ وأن علاقته بكليوباترا واعترافه بقيصرون بصفته ابنًا شرعيًا لقيصر كانت تحطيمًا لمنصبه وتهديدًا لنفسه.
في عام 32 قبل الميلاد، تحالف ثلث أعضاء مجلس الشيوخ وكلا القناصل، جناوس دوميتيوس أهينوباربوس وجايوس سوسيوس، مع أنتوني. قرر القناصل إخفاء مدى مطالب أنتوني. يبدو أن أهينوباربوس كان يرغب في التزام الصمت، ولكن في 1 كانون الثاني (يناير)، ألقى سوسيوس خطابًا مفصلاً لصالح أنتوني، وكان سيقترح تأكيد عمله لو لم يتم رفضه من قبل إحدى المحاكم. لم يكن أوكتافيان حاضرًا، ولكن في الاجتماع التالي قدم ردًا دفع كلا القنصلين لمغادرة روما للانضمام إلى أنطوني؛ عندما سمع أنتوني عن ذلك، بعد طلاق أوكتيفيا علنًا، ذهب على الفور إلى أفسس مع كليوباترا، حيث تم تجميع أسطول ضخم من جميع أنحاء الشرق، والتي قدمت كليوباترا نسبة كبيرة منها. بعد أن أقام مع حلفائه في ساموس، انتقل أنتوني إلى أثينا. نزلت قواته البرية، التي كانت في أرمينيا، إلى ساحل آسيا وشرعت تحت قيادة بوبليوس كانيديوس كراسوس.
واصل أوكتافيان استعداداته الاستراتيجية. بدأت العمليات العسكرية في عام 32 قبل الميلاد، عندما استولى الجنرال أغريبا على ميتون، وهي بلدة يونانية متحالفة مع أنتوني. ولكن من خلال نشر إرادة أنتوني، التي وضعها لوسيوس موناتيوس بلانكوس في يد أوكتافيان، ومن خلال السماح لها بأن تُعرف بعناية في روما ما هي الاستعدادات التي كانت تجري في ساموس وكيف كان أنتوني يتصرف بشكل فعال كوكيل لكليوباترا، أنتج أوكتافيان مثل هذا. اندلاع عنيف من الشعور بأنه حصل بسهولة على شهادة أنطونيوس من القنصل عام 31 قبل الميلاد، والتي تم تعيين أنطوني من أجلها. بالإضافة إلى الإفادة، اشترى أوكتافيان إعلان الحرب ضد كليوباترا. كان هذا مفهومًا جيدًا على أنه يعني ضد أنتوني، على الرغم من عدم ذكر اسمه. بإصدار إعلان الحرب، حرم مجلس الشيوخ أنتوني من أي سلطة قانونية.

## المعركة
بعد فوزه الحاسم في أكتيوم، في غالبية شهر يوليو، فرض أوكتافيان حصارًا على الإسكندرية. ومع ذلك، كانت قوات أنتوني مدربة تدريباً جيداً وكانت المعركة قاسية؛ قاتل البعض إلى جانب أنتوني لمدة 20 عامًا. على الرغم من أن أوكتافيان يتمتع بميزة عددية، إلا أن أنتوني استخدم جدران الإسكندرية بفعالية كبيرة. خلال شهر يوليو، شن أوكتافيان هجمات استقصائية على المدينة، لكنه لم يتمكن من العثور على نقطة ضعف واضحة، ولم يقم بهجوم حاسم. بعد شهر من القتال الشاق، أراد العديد من قواته شن هجوم شامل. في 30 يوليو، شن أوكتافيان هجومه. كان القتال وحشيًا، لكن أنتوني كان قادرًا على مقاومة أوكتافيان في ميدان سباق الخيل بالمدينة. ومع ذلك، فإن الخسائر الفادحة (ما يقرب من 10000) على كلا الجانبين قللت من أي فرصة كان لدى أنتوني.
في أوائل أغسطس، شن أوكتافيان، الذي يفوق الآن عددًا كبيرًا من أنتوني، هجومًا ثانيًا ناجحًا في نهاية المطاف عن طريق البر من الشرق والغرب، مما تسبب في سقوط المدينة. انتحر أنطوني، كما فعلت كليوباترا بعد تسعة أيام من المعركة. كان قيصرون، ابن كليوباترا من قبل يوليوس قيصر، وكذلك ابن مارك أنتوني الأكبر، أنتيلوس، تم إعدامه. أظهر أوكتافيان الرحمة لبقية أطفال أنتوني وأعطاهم لأخته وزوجة أنتوني السابقة، أوكتافيا، لينشأوا كمواطنين رومانيين. سوف يرتقي جميع أطفال أنتوني إلى مناصب ذات قوة نسبية، وفي النهاية سيكونون أسلافًا مباشرين لثلاثة أباطرة رومانيين: كلوديوس ونيرو وكاليجولا. في عام 28 قبل الميلاد، قام شيشرون، ابن الخطيب الأسطوري، بإزالة جميع تماثيل أنتوني التماثيل النصفية من روما. تم ترميمهم في النهاية عبر أحفاده الإمبراطوريين.

## ما بعد المعركة
اعترف أوكتافيان بقيمة الاحتفاظ بمصر وضم المملكة كمقاطعة رومانية. بعد ضم المملكة، كان جميع المسؤولين الرومان الذين تم إرسالهم إلى مصر من فئة الفروسية، ولا يمكن لأي عضو في مجلس الشيوخ زيارة مصر الرومانية دون إذن مباشر من أوكتافيان.
في سن الثالثة والثلاثين، حقق أوكتافيان أخيرًا السيطرة بلا منازع على العالم الروماني الذي كان طموحه الثابت خلال أربعة عشر عامًا من الحرب الأهلية. تحقيقا لهذه الغاية، كان مسؤولا عن الموت والدمار والمصادرة والبؤس المستمر على نطاق لا مثيل له في جميع المراحل السابقة من الصراع المدني الروماني على مدى القرن الماضي لكنه تمكن من الحفاظ على السلام وبشر في عصر ذهبي لروما حتى وفاته عن عمر يناهز 75 عامًا.